# Nelson Vails
Nelson Beasley Vails, né le 13 octobre 1960 à Harlem, est un coureur cycliste américain. Il a notamment été médaillé d'argent de la vitesse individuelle aux Jeux olympiques de 1984.
Il est intronisé au Temple de la renommée du cyclisme américain en 2009.

## Biographie
Nelson Vails naît le 13 octobre 1960 à New York. Il grandit à Harlem, où il est le plus jeune d'une famille de dix enfants. Il dispute et remporte ses premières courses cyclistes à Central Park et travaille comme coursier à vélo durant sa jeunesse.
En 1981, il obtient sa première sélection en équipe des États-Unis. Aux Jeux panaméricains de 1983 à Caracas, au Venezuela, il remporte la médaille d'or en vitesse individuelle. L'année suivante, il participe aux Jeux olympiques à Los Angeles. Il s'y incline en finale du tournoi de vitesse individuelle face à son compatriote Mark Gorski. Il est le premier Afro-Américain à décrocher une médaille olympique en cyclisme. Cette année-là il est champion des États-Unis de vitesse et du tandem. Il conserve son titre dans cette discipline les deux années suivantes. En 1985, associé à Leslie Darcewski, il est vice-champion du monde de tandem.
À la fin des années 1980 et au début des années 1990, il dispute des courses de six jours en Europe puis, de 1990 à 1995, des compétitions de keirin au Japon.
Après la fin de sa carrière de coureur en 1995 il devient commentateur de courses cyclistes à la télévision.
En 1986, il apparaît dans le film À toute vitesse.

## Palmarès

### Jeux olympiques
- Los Angeles 1984
  -  Médaillé d'argent de la vitesse individuelle

### Championnats du monde
- Bassano del Grappa 1985
  -  Médaillé d'argent du tandem

### Jeux panaméricains
- Caracas 1983
  -  Médaillé d'or de la vitesse individuelle

### Championnats nationaux
- Champion des États-Unis de vitesse individuelle en 1984
- Champion des États-Unis du tandem en 1984, 1985, 1986